# Cameron Gordon
Cameron McAllan Gordon (* 1945) ist ein britischer Mathematiker, der sich mit geometrischer Topologie (u. a. Knotentheorie) befasst. Er ist Professor an der University of Texas at Austin.

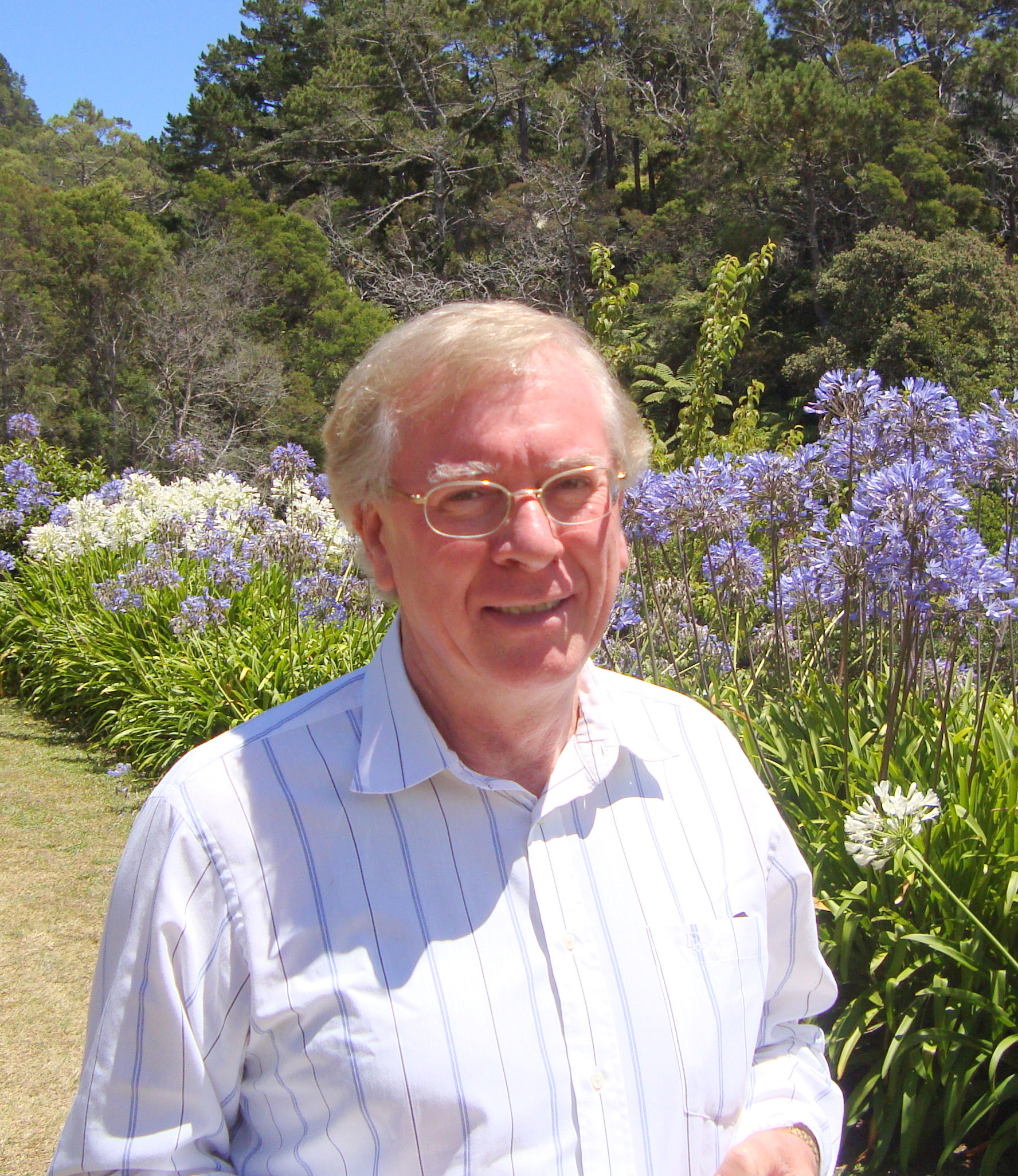
Cameron Gordon 2010

Gordon wurde 1971 an der Universität Cambridge bei John F. P. Hudson promoviert (Knots and Embeddings).
1987 bewies er mit Marc Culler, John Edwin Luecke und Peter Shalen das Cyclic Surgery Theorem. Darauf aufbauend zeigte er mit seinem Doktoranden Luecke (1985), dass Knoten durch ihr Komplement bestimmt sind (Satz von Gordon-Luecke): jeder Homöomorphismus zwischen zwei Knoten-Komplementen in der 3-Sphäre lässt sich zu einem Homöomorphismus der 3-Sphäre auf sich erweitern.
Er war an der Lösung der Smith-Vermutung (von Paul A. Smith aufgestellt) beteiligt. Mit Andrew Casson führte er die Casson-Gordon-Invarianten in die Knotentheorie ein und bewies grundlegende Sätze über stark irreduzible Heegaard-Zerlegungen.
Er war 1999 Guggenheim Fellow, er war Sloan Fellow und ist Fellow der Royal Society of Edinburgh. 2023 wurde Gordon zum Mitglied der National Academy of Sciences gewählt.

## Schriften
- Herausgeber mit Robion Kirby Four-Manifold Theory, American Mathematical Society 1984
- Herausgeber mit Yoav Moriah, Bronislaw Wajnryb Geometric topology: Joint U.S.-Israel Workshop on Geometric Topology, June 10-16, 1992, Technion, Haifa, Israel, American Mathematical Society 1994
- mit Ying-Qing Wu: Toroidal Dehn fillings on hyperbolic 3-manifolds, American Mathematical Society 2008
- mit John Luecke: Non-integral toroidal Dehn surgeries. Comm. Anal. Geom. 12 (2004), no. 1–2, 417–485.
- Boundary slopes of punctured tori in 3 -manifolds. Trans. Amer. Math. Soc. 350 (1998), no. 5, 1713–1790.
- mit John Luecke: Reducible manifolds and Dehn surgery. Topology 35 (1996), no. 2, 385–409.
- Dehn surgery on knots. Proceedings of the International Congress of Mathematicians, Vol. I, II (Kyoto, 1990), 631–642, Math. Soc. Japan, Tokyo, 1991.
- mit John Luecke: Knots are determined by their complements. J. Amer. Math. Soc. 2 (1989), no. 2, 371–415.
- mit Andrew Casson: Reducing Heegaard splittings. Topology Appl. 27 (1987), no. 3, 275–283.
- mit Marc Culler, John Luecke, Peter Shalen: Dehn surgery on knots. Ann. of Math. (2) 125 (1987), no. 2, 237–300.
- mit Andrew Casson: Cobordism of classical knots, in A. Marin, L. Guillou  A la recherche de la topologie perdue, Progress in Mathematics, Birkhäuser 1986
- mit Rick Litherland: Incompressible planar surfaces in 3 -manifolds. Topology Appl. 18 (1984), no. 2–3, 121–144.
- mit John Conway: Knots and links in spatial graphs. J. Graph Theory 7 (1983), no. 4, 445–453.
- mit Andrew Casson On slice knots in dimension three, Proc. Symp. Pure Math., Band 32,  American Mathematical Society 1978
- mit Rick Litherland: On the signature of a link. Invent. Math. 47 (1978), no. 1, 53–69.